# Галбас, Адриан Юзеф
Адриан Юзеф Галбас (пол. Adrian Józef Galbas; род. 26 января 1968, Бытом, Польша) — польский прелат, паллотин. Титулярный епископ Наиса и вспомогательный епископ Элка с 12 декабря 2019 по 4 декабря 2021. Коадъютор архиепископа Катовице с 4 декабря 2021 по 31 мая 2023. Архиепископ Катовице с 31 мая 2023 по 4 ноября 2024. Архиепископ Варшавы с 4 ноября 2024. Ординарий для верующих восточного обряда с 8 марта 2025.